# Фехми Агани
Фехми Агани (алб. Fehmi Agani; Ђаковица, 1932 — Липљан, 1999) био је албански новинар, филозоф, социолог и политичар са Косова и Метохије. Радио је као професор на Универзитету у Приштини. Залагао се за сепаратизам, односно одвајање Косова и Метохије од Србије. Био је један од главних преговарача албанске стране током преговора у Рамбујеу.

## Биографија
Дипломирао је на Групи за филозофију и социологију Универзитета у Београду (1959) и магистрирао (1965), а докторирао социологију на Универзитету у Приштини (1973). Био је новинар листа Рилиндја, потом асистент и професор социологије на Филозофском факултету Универзитета у Приштини. Једно време је предавао и наставу на српском језику. Био је и директор Албанолошког института у Приштини. The authorities excluded him from teaching in 1981 and expelled him from the university during a purge of Kosovo Albanian academics following student riots.
Од оснивања је члан Демократског савеза Косова Ибрахима Ругове и његов потпредседник. Један је од главних стратега албанског сепаратистичког покрета на Косову и Метохији и заговорник Републике Косово још од 1960-их. Убијен је у околини Липљана, 6. маја 1999. године, у време бомбардовања Југославије од стране НАТО-а. Дана 6. маја 2004. проглашен је за „Хероја Косова”.